# Nicholas Nerich
Nicholas Thomas Nerich (* 13. November 1893 in New York City; † 7. Februar 1957 ebenda) war ein US-amerikanischer Schwimmer.

## Karriere
Nerich nahm 1912 an den Olympischen Spielen in Stockholm teil. Hier erreichte er im Wettbewerb über 100 m Freistil das Viertelfinale. Die Disziplin 400 m Freistil beendete er im Halbfinale. Im nachfolgenden Jahr gewann er Titel der Amateur Athletic Union über 100, 220 und 500 Yards.